# Ильино (Курганская область)
Ильино — село в Шатровском муниципальном округе Курганской области России.

## География
Село находится на севере Курганской области, в пределах юго-западной части Западно-Сибирской равнины, в подтаёжно-лесостепной зоне, на берегах реки Ирюм, на расстоянии примерно 15 километров (по прямой) к северо-востоку от села Шатрова, административного центра района. Абсолютная высота — 81 метр над уровнем моря.

### Климат
Климат характеризуется как континентальный, с холодной продолжительной малоснежной зимой и коротким тёплым сухим летом. Среднегодовая температура — 0,3 °C. Средняя температура воздуха самого холодного месяца (января) составляет −14 — −4 °C (абсолютный минимум — −43 °С); самого тёплого месяца (июля) — 12 — 21 °C (абсолютный максимум — 37 °С). Безморозный период длится в среднем 133 дня. Годовое количество атмосферных осадков — 410 мм, из которых большая часть выпадает в тёплый период. Снежный покров держится около 148 дней.

## История
До 1917 года центр Саломатовской волости Ялуторовского уезда Тобольской губернии. По данным на 1926 год деревня Ильинка состояла из 538 хозяйств. В административном отношении являлась центром Ильинского сельсовета Шатровского района Тюменского округа Уральской области.

## Население
| 1989 | 2002 | 2010 |
| ---- | ---- | ---- |
| 682  | ↘661 | ↘561 |

По данным переписи 1926 года в деревне проживало 2081 человек (989 мужчин и 1092 женщины), в том числе: русские составляли 100 % населения.

### Гендерный состав
По данным Всероссийской переписи населения 2010 года в гендерной структуре населения мужчины составляли 47,1 %, женщины — соответственно 52,9 %.

### Национальный состав
Согласно результатам Всероссийской переписи населения 2002 года, в национальной структуре населения русские составляли 92 %.